# Shuhei Ishikawa
Shuhei Ishikawa (japanisch 石川 周平 Ishikawa Shuei; * 29. Mai 1995) ist ein japanischer Hürdenläufer, der sich auf die 110-Meter-Distanz spezialisiert hat.

## Sportliche Laufbahn
Erste internationale Erfahrungen sammelte Shuhei Ishikawa im Jahr 2022, als er bei den Hallenweltmeisterschaften in Belgrad im 60-Meter-Hürdenlauf mit 8,07 s in der ersten Runde ausschied. Im Juli erreichte er bei den Weltmeisterschaften in Eugene das Halbfinale über 110 m Hürden und schied dort mit 13,68 s aus. Im Jahr darauf gewann er bei den Hallenasienmeisterschaften in Astana in 7,70 s die Bronzemedaille über 60 m Hürden hinter dem Kasachen Dawid Jefremow und Chen Kuei-ru aus Taiwan. Im Oktober belegte er bei den Asienspielen in Hangzhou in 13,63 s den fünften Platz.

## Persönliche Bestleistungen
- 100 m Hürden: 13,36 s (+0,8 m/s), 21. Mai 2023 in Yokohama
  - 60 m Hürden (Halle): 7,57 s, 17. März 2021 in Osaka